# Jeremy Brock
Jeremy Brock (* 1959) ist ein britischer Regisseur und Drehbuchautor, der auch als Miterfinder der Fernsehserie Casualty bekannt ist.
Brock wurde im Jahr 1997 für das Drehbuch des Films Ihre Majestät Mrs. Brown für den BAFTA Scotland Award nominiert; 1998 gewann er den Evening Standard British Film Award und wurde für den Golden Satellite Award nominiert. Er wurde im Jahr 2006 für das Drehbuch des Films Der letzte König von Schottland – In den Fängen der Macht für den British Independent Film Award nominiert; 2007 wurde er für den BAFTA Award in zwei Kategorien nominiert.
2017 wurde er in die Academy of Motion Picture Arts and Sciences (AMPAS) aufgenommen, die alljährlich die Oscars vergibt.

## Filmografie
Als Drehbuchautor
- 1997: Ihre Majestät Mrs. Brown (Mrs Brown)
- 2001: Die Liebe der Charlotte Gray (Charlotte Gray)
- 2006: Driving Lessons – Mit Vollgas ins Leben (Driving Lessons, auch Regie)
- 2006: Der letzte König von Schottland – In den Fängen der Macht (The Last King of Scotland)
- 2008: Wiedersehen mit Brideshead (Brideshead Revisited)
- 2011: Der Adler der neunten Legion (The Eagle)
- 2014: Die Gärtnerin von Versailles (A Little Chaos)
- 2016: Dark Crimes